# Erdőalja (Románia)
Erdőalja (románul Sub Pădure) település Romániában, Maros megye területén.

## Története
Lakossága a 20. század folyamán jelentősen csökkent. A 19. század közepén még 500 lelket számláló falu népessége 1992-ben már csak 88 fő volt. Nemzetiségi hovatartozás szerint ekkor mind románok, felekezet szerint 2 görögkatolikus kivételével ortodox hitűek. A település lakói a korábbi népszámlálások kimutatása szerint már az 1800-as években is románok voltak.
Ma Vámosgálfalva község része. A falvacska a trianoni békeszerződés előtt Kis-Küküllő vármegye Radnóti járásához tartozott.

## Népessége
2002-ben 78 lakosa volt, ebből 60 román, 10 cigány és 8 magyar nemzetiségű.

## Vallások
A falu lakói közül 67-en ortodox, 10-en református hitűek és 1 fő görögkatolikus.

## Névváltozatok
Korábban több névváltozata is létezett: 1839 Erdő-Allya; 1850 Erdőallya; 1857, 1873 Erdőalya; Erdő Allya; 1863 Erdő-Alya.